# United People’s Freedom Alliance

Das Symbol der UPFA, ein stilisiertes Betelblatt

Die United People’s Freedom Alliance (UPFA, singhalesisch එක්සත් ජනතා නිදහස් සන්ධානය, Tamil ஐக்கிய மக்கள் சுதந்திரக் கூட்டணி, „Freiheitsallianz des geeinten Volkes“) ist eine Parteienallianz in Sri Lanka. Politisch gehört sie dem linken, sozialistischen Spektrum an. Das Symbol der UPFA ist ein Betelblatt.

## Geschichte
Die UPFA wurde im Januar 2004 im Vorfeld der Parlamentswahl 2004 wesentlich auf Initiative der damaligen Staatspräsidentin Chandrika Kumaratunga (SLFP) in Sri Lanka gegründet. Die beiden Gründungsparteien waren die Sri Lanka Freedom Party (SLFP) und die Janatha Vimukthi Peramuna (JVP). Später stießen noch weitere Parteien des linken politischen Spektrums hinzu (Sri Lanka Mahajana Party, Desha Vimukthi Janatha Pakshaya, Mahajana Eksath Peramuna, Communist Party of Sri Lanka, the Lanka Sama Samaja Party, National Muslim Congress und National Unity Alliance). Politischer Hauptgegner war die United National Party (UNP), bzw. die von dieser angeführte Parteienallianz der United National Front. Die Bildung einer Allianz mit der radikal-marxistischen nationalistischen JVP war innerhalb der SLFP stark umstritten, da die JVP in den 1970er und 1980er Jahren an terroristischen Aktionen und Aufständen beteiligt gewesen war, denen damals Zehntausende zum Opfer fielen. Auch der Ehemann Kumaratungas, Vijaya Kumaratunga war 1988 bei einem solchen politischen Attentat ums Leben gekommen.
Bei der Parlamentswahl 2004 gewann die UPFA 45,6 % der Stimmen und bildete anschließend eine Minderheitsregierung. Durch Überläufer von der Opposition und Anschluss weiterer kleiner Parteien gewann sie schließlich auch die Mehrheit der Parlamentssitze und konnte über die gesamte Legislaturperiode durchregieren. Im April 2005 verließ die JVP die UPFA wieder aufgrund von Differenzen über die Frage des Umgangs mit den Tamil Tigers. Die Präsidentschaftswahl 2005 wurde vom Kandidaten der UPFA, Mahinda Rajapaksa, gewonnen. Im Jahr 2010 wurde Rajapaksa wiedergewählt und bei der Parlamentswahl im selben Jahr gewann die UPFA deutlich hinzu und erhielt 60,3 % der Stimmen. Kurz vor der Präsidentschaftswahl 2015 wurde ein Konflikt innerhalb der UPFA deutlich, als der amtierende Gesundheitsminister Maithripala Sirisena gegen den erneut kandidierenden Rajapaksa antrat. Sirisena wurde daraufhin aus der UPFA und SLFP ausgeschlossen, gewann jedoch knapp die Präsidentschaftswahl am 8. Januar 2015, da er nicht nur von den Gegnern Rajapaksas aus der UPFA, sondern auch nahezu von der gesamten Opposition unterstützt wurde. Danach legte Rajapaksa das Amt des Vorsitzenden der SLFP und der UPFA nieder und Sirisena wurde in diese Positionen gewählt. Bei der Parlamentswahl am 17. August 2015 erlitt die immer noch stark von ihrem ehemaligen Vorsitzenden Rajapaksa geprägte UPFA eine deutliche Niederlage und kam nur noch auf 42,38 % der Stimmen und 95 Parlamentssitze. Kurz nach der Wahl zerfiel die SLFP und damit die UPFA in zwei etwa gleich starke Fraktionen, eine Fraktion, die Präsident Sirisena unterstützte und eine Fraktion, die sich hinter Alt-Präsident Rajapaksa sammelte. Im Jahr 2016 verließ der Rajapaksa-Flügel endgültig die SLFP und UPFA und formierte sich als neue Partei, Sri Lanka Podujana Peramuna (SLPP). Seither hat das politische Gewicht der SLFP und UPFA stark abgenommen.